# Paraíba (fiume)

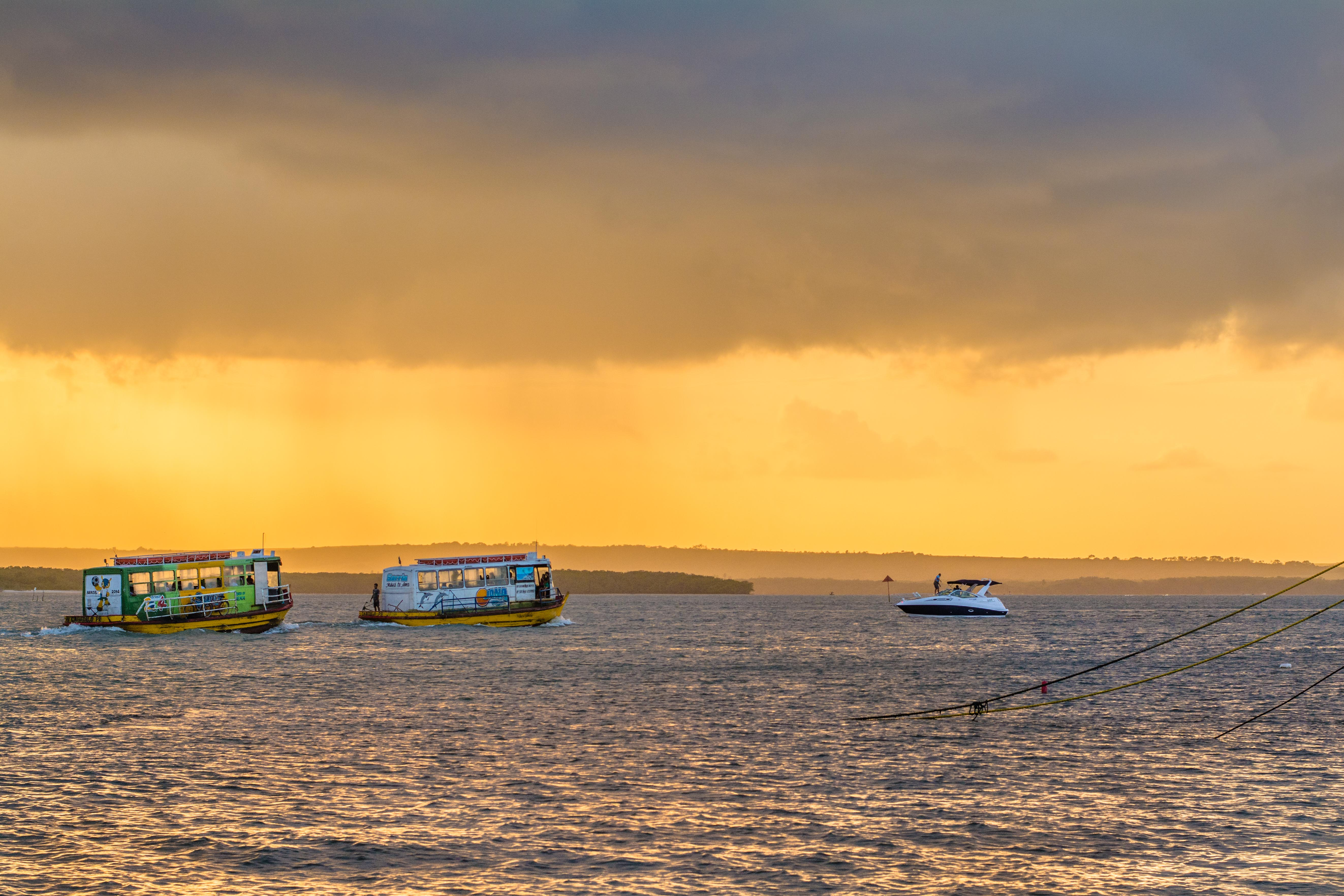
Barche alla foce del Paraíba al tramonto.

il fiume Paraíba è un fiume brasiliano che attraversa lo Stato della Paraíba. Si tratta di uno dei corsi d'acqua più importanti dello Stato, per la sua lunghezza e per la sua importanza economica. Il fiume, pur mantenendo sempre il suo alveo, cambia molto di dimensione a seconda della stagione dell'anno, in funzione dell'intensità delle piogge nel suo bacino; si tratta comunque di un fiume perenne e raggiunge sempre la foce. Nel 2006, l'inventario dell'avifauna del suo estuario ha rilevato l'esistenza di 89 specie di uccelli tra endemici e migratori.
Il bacino del Paraíba è il secondo, per estensione, dello Stato (il primo è quello del fiume Piranhas) e interessa il 38% del territorio, dove abitano circa 1.800.000 abitanti, poco più del 50% della popolazione dello Stato. Il fiume bagna decine di paesi e città, passando per la regione più urbanizzata e industrializzata dello Stato. 
Nella sua area di influenza, si trovano le due città più importanti dello Stato: la capitale, João Pessoa, e il secondo centro urbano, Campina Grande. Dal punto di vista idrografico, costituisce la spina dorsale della vita della Paraíba, ma l'aspetto del suo bacino, attraversando da ovest verso est, cambia radicalmente e passa da una zona steppica e arida dove predomina l'allevamento estensivo a ovest, fino alla regione costiera più a est, che presenta le stesse caratteristiche dei bacini brasiliani più a sud e più a nord lungo la costa nordestina.

## Etimologia
Esistono diverse possibili interpretazioni dell'origine del nome del fiume.
Quello che si sa per certo è che il fiume era già conosciuto con questo nome alle popolazioni autoctone pitaguary, prima dell'arrivo dei coloni.

## Storia

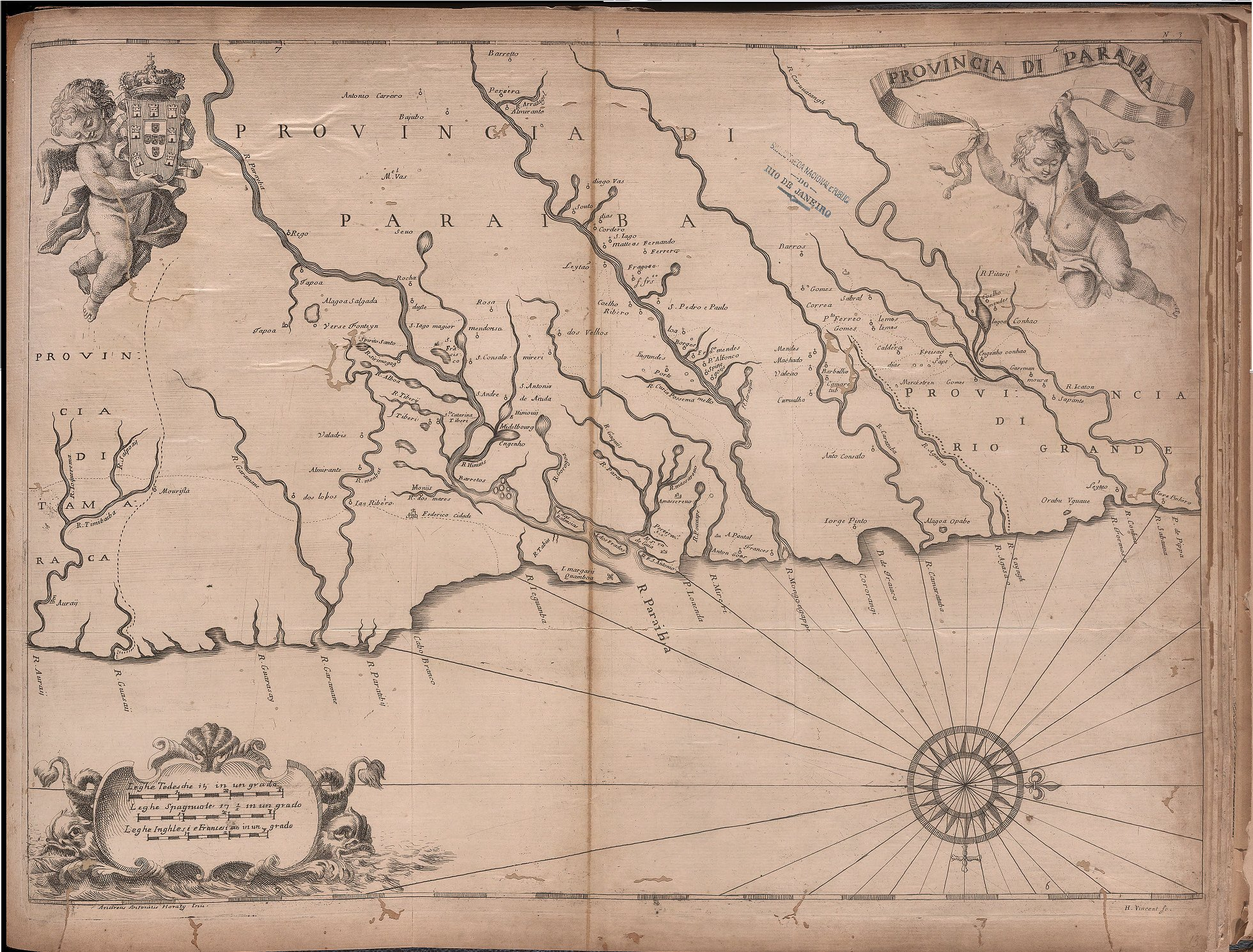
Mappa del secolo XVI dell'antica Capitania da Parahyba, con il fiume Paraíba al centro.

Nel 1574 una grande spedizione portoghese partì dalla Capitania di Pernambuco fino alla foce del fiume Paraíba e il suo comandante prese formalmente possesso della regione in nome del re del Portogallo. Le popolazioni pitaguary, che non potevano comprendere quello che succedeva, non solo non accettarono il fatto di essere conquistati, ma ripresero possesso delle terre e arrivarono al punto di uccider uno dei figli di Diogo Dias. Visto l'alto costo delle operazioni necessarie per mantenere la sicurezza, la colonizzazione della Paraíba cadde in dieci anni di oblio, fino al 1585: anno in cui fu fondata la colonia.
Durante quei dieci anni, la presenza effettiva dei portoghesi nell'allora Capitania di Itamaracá, come era nota a quell'epoca, si limitava alle rive del fiume Goiana, mentre solo trafficanti francesi di pau-brasil e pochi altri avventurieri osavano addentrarsi nella zona della foce del fiume.
La prima piena del fiume Paraíba di cui si abbia notizia è registrata nel 1641, causando danni alle coltivazioni delle zone umide, ma con un impatto limitato sulla popolazione. Altre si sono succedute al tempo della colonia del Brasile nel 1698 e nel 1731. Quella del 1780 trasportò una croce nello zuccherificio di Espírito Santo, dando origine al nome della città che ancora si trova in quella posizione: Cruz do Espírito Santo. La piena del 1924 portò i primi danni concreti alle città, come Itabaiana e Pilar che furono distrutte. La costruzione del bacino di Boqueirão, a metà del corso del fiume, riuscì a controllare le piene, che ancora oggi avvengono solo nella metà inferiore del fiume, alimentata dagli affluenti, come quelle recenti del 1985, che colpì la città di Cruz do Espírito Santo, e quella del 2004, che occasionò varie distruzioni in diverse località.

## Bacino idrografico

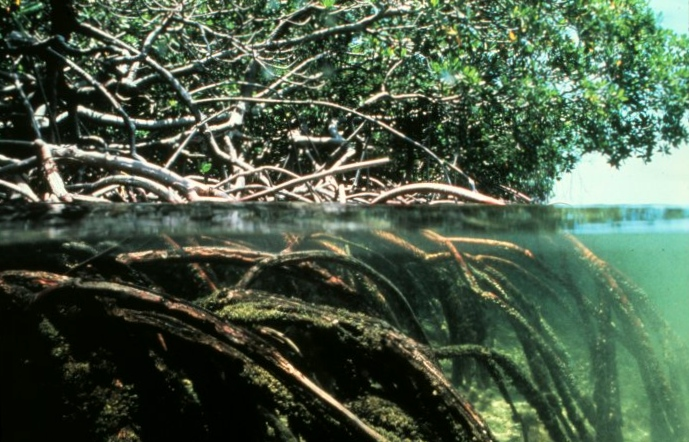
Malgrado si trovi sotto una costante minaccia, il fiume ospita ancora un'estesa area di mangrovia.

Il Paraíba nasce a più di 1.000 metri di altitudine, nella Serra de Jabitacá, tra i comuni Monteiro (Paraiba) e Sertânia (Pernambuco), nello Stato di Pernambuco; percorre tutta la regione centro-sud paraibana, raccogliendo le acque di un bacino di 20.071,83 km². Ancora nella parte alta del suo corso, il fiume riceve le acque del Taperoá, prima di formare il bacino di Boqueirão. 
Nella parte media del suo corso, il fiume riceve il fiume Paraibinha, che forma il lago artificiale di Acauã, e il fiume Gurinhém. A partire da questo punto, presenta un regime di fiume basso di pianura, e i suoi principali tributari sono il Paroeira e il Sanhauá, che divide le città di João Pessoa e Bayeux. 
Il Paraíba in passato era navigabile tra Santa Rita e Cabedelo, epoca in cui i produttori di zucchero trasportavano la loro merce dagli engenhos dell'interno fino al porto. Attualmente invece non esistono più le condizioni per il passaggio di imbarcazioni che non siano piccole canoe, zatteroni o barche con pescaggio ridotto. Il fiume avrebbe bisogno di un dragaggio prima di ristabilire la navigabilità. A monte di questa regione possono muoversi solo piccole imbarcazioni, con pescaggio inferiore ai sei metri. Il suo corso di 380 km segue una direzione prevalente da sud-ovest verso est, dove sfocia nell'oceano Atlantico, tra i municipi di Cabedelo, Lucena, Santa Rita, Bayeux e João Pessoa, formando una foce di tipo mista. 
Nel suo estuario sboccano decine di altri corsi d'acqua minori, mangrovieti, il porto di Cabedelo — punto di arrivo del traffico merci diretto alla capitale paraibana — e anche molte isole. La marea risale lungo il fiume fino alla località di Várzea Nova, distante 30 km dalla foce.

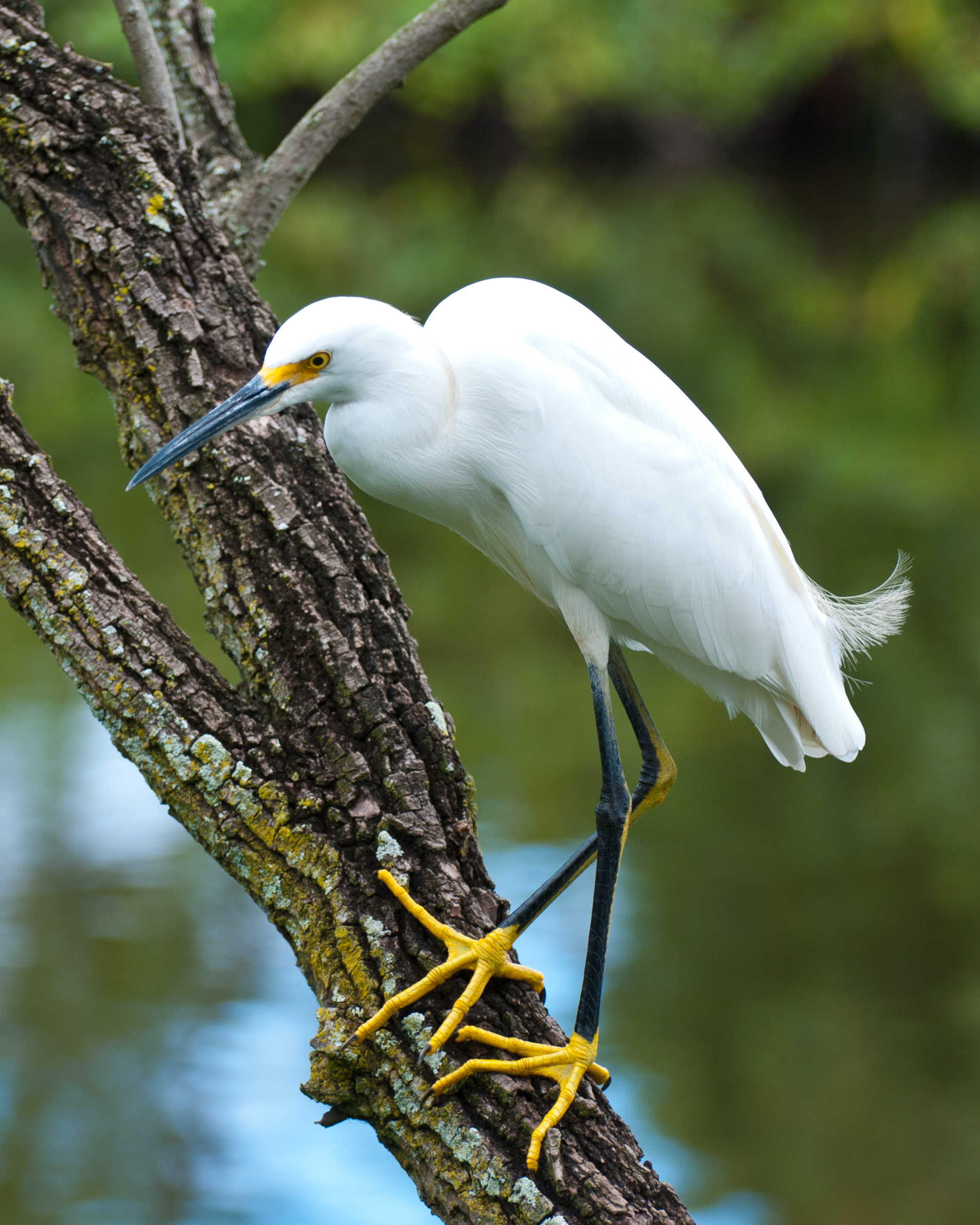
Garzetta nivea, comunemente vista all'estuario del fiume.

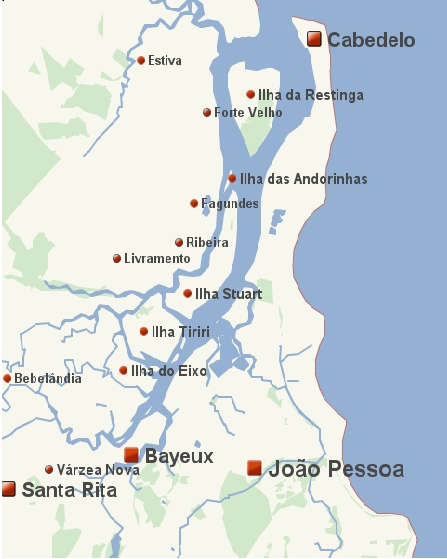
Estuario e località principali.

## Gestione del bacino

### Comitê do Paraíba
Attraverso la collaborazione del Governo federale e del governo dello Stato, furono costruiti numerosi bacini pubblici, che sono utilizzati per il rifornimento idrico delle popolazioni e delle mandrie, oltre che per l'irrigazione, la pesca e alcune iniziative di turismo regionale. Questi bacini sono le principali fonti di acqua della regione e, in corrispondenza dei periodi di secca prolungata, arrivano al collasso generando problemi e conflitti anche gravi per l'accesso alle risorse idriche.
Per risolvere questi conflitti, da vari anni è stato costituito il Comitato del bacino idrografico del fiume Paraiba (Comitê da Bacia Hidrográfica do rio Paraíba), come organo collegiale, con carattere consultivo e deliberativo, in seno al sistema integrato di pianificazione e gestione delle risorse idriche dello Stato (Sistema Integrado de Planejamento e Gerenciamento de Recursos Hídricos do estado).

### Canale Acauã–Araçagi
Questa opera è considerata la porta di entrata delle acque del fiume São Francisco, secondo l'antico e ambizioso progetto di trasposizione del fiume São Francisco - avviato nel 2007 e ora in fase avanzata di realizzazione. Il canale Acauã–Araçagi è un'opera di grandi dimensioni, iniziata nel 2012 e rifinanziata nel 2016, che permetterà l'irrigazione di 16.000 ettari di terra agricola, oltre che soddisfare le necessità di distribuzione degli acquedotti di 35 municipi e circa mezzo milione di abitanti della zona intermedia di pianura paraibana. Il canale, al termine dei lavori, permetterà il collegamento dei bacini dell'Alto Paraíba, Camaratuba, Gurinhém, Miriri e Araçagi–Mamanguape.
Il progetto del canale prevede un percorso di 112 km fino allo sbocco nel fiume Camaratuba, nel nord dello Stato.